# Victor Kindo
Victor Kindo (* 12. Mai 1947 in Saraitoli, Chhattisgarh, Indien; † 12. Juni 2008 in Kunkuri, Chhattisgarh, Indien) war römisch-katholischer Bischof des Bistums Jashpur in Indien.

## Leben
Victor Kindo empfing 1974 die Priesterweihe für das Bistum Raigarh in Indien.
1985 wurde er von Johannes Paul II. zum vierten Bischof von Raigarh ernannt. Die Bischofsweihe spendete ihm am 20. Januar 1986 Eugene Louis D’Souza, Bischof des Bistums Bhopal; Mitkonsekratoren waren Telesphore Placidus Toppo, Bischof von Dumka und späterer Kardinal, und Philip Ekka, Bischof von Ambikapur. 2006 wurde er von Benedikt XVI. zum ersten Bischof des 2006 gegründeten Bistums Jashpur ernannt.
Kindo engagierte sich neben dem Aufbau der Kirche vor Ort insbesondere für die benötigten Grundlagen der Bildung und das soziale Wohlergehen der verschiedenen Volksstämme.